# Lotnisko Płock

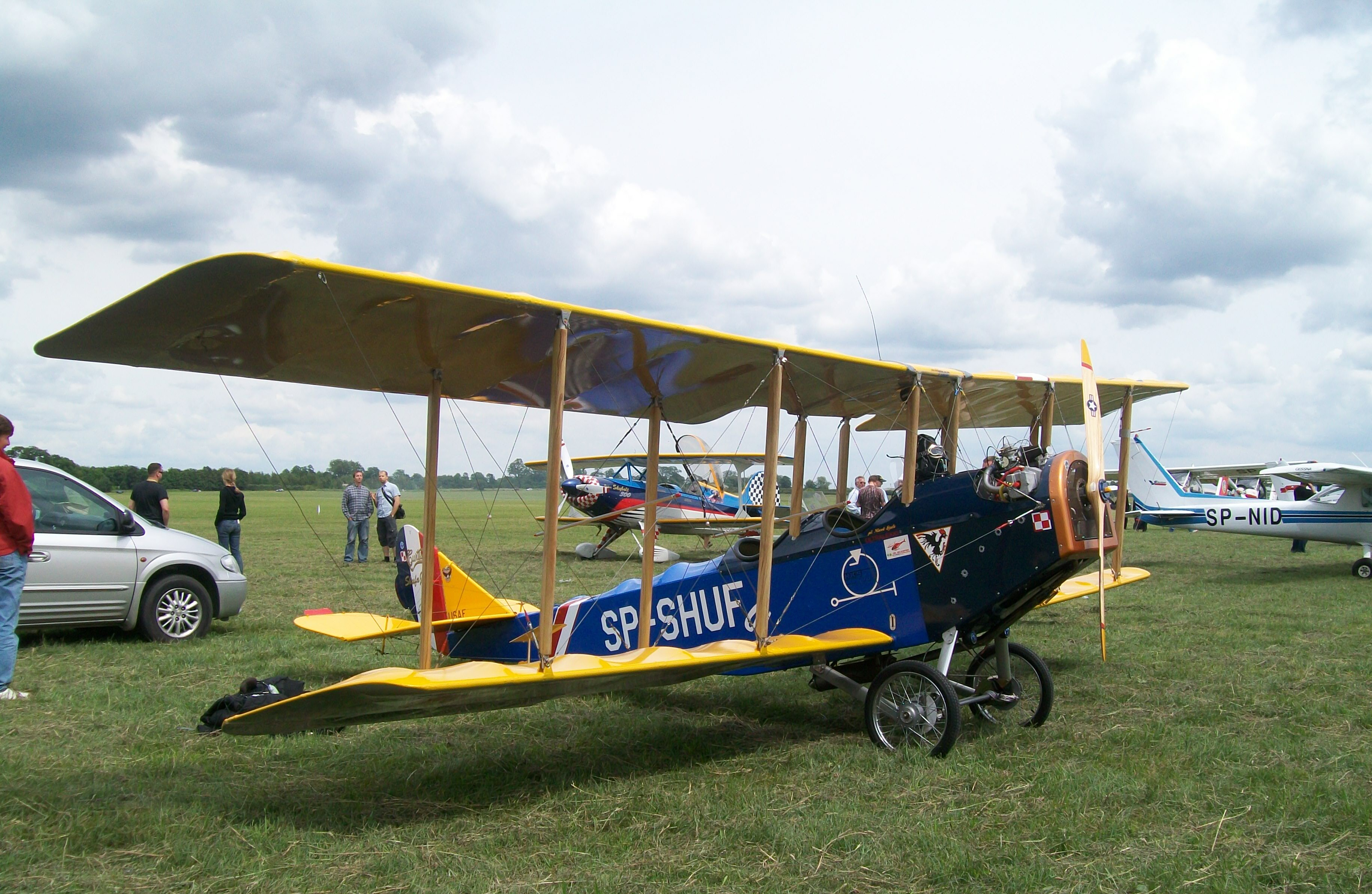
Samoloty na płockim lotnisku (czerwiec 2009)

Lotnisko Płock (kod ICAO: EPPL) –  cywilne lotnisko sportowe Aeroklubu Ziemi Mazowieckiej, położone 2 km na północny wschód od centrum Płocka, w dzielnicy Kostrogaj Rolniczy z polem wzlotów bez nawierzchni sztucznej. Od 1970 roku figuruje w ewidencji lotnisk Urzędu Lotnictwa Cywilnego pod poz. 24 (nr rejestracyjny 26).

## Dane lotniska
Lotnisko użytku wyłącznego. Operacje lotnicze wyłącznie za pisemną zgodą Zarządzającego.
- Lotnisko: Płock – EPPL
- Lokalizacja (WGS–84):	
  - 52° 33' 43" N
  - 19° 43' 11" E
- Częstotliwość lotniska: 122.800 MHz – Płock Radio
- Droga startowa o wymiarach: 821 × 85 m, trawa[3]
- Elewacja pasa startowego: 101 m / 331 ft n.p.m.
- Dozwolony ruch lotniczy: VFR
- Przyloty w godzinach pracy lotniska należy uzgodnić z głównym użytkownikiem lotniska. Przyloty poza godzinami pracy oraz w dni świąteczne należy uzgodnić z głównym użytkownikiem lotniska z wyprzedzeniem 24 HR.

Źródło

## Śmigłowcowa Baza LPR
Od końca 2007 roku lotnisko Płock jest 17. stałą regionalną bazą Lotniczego Pogotowia Ratunkowego.
7 listopada 2008 roku, odbyły się Powiatowe Ćwiczenia Obronne PŁOCK 2008. W ćwiczeniach wziął udział śmigłowiec Lotniczego Pogotowia Ratunkowego Mi-2Plus, Ratownik 18. Po raz pierwszy użyte zostało lądowisko przy bazie LPR. Oficjalne otwarcie i rozpoczęcie eksploatacji bazy miało miejsce na początku grudnia 2008 roku. 
W skład nieruchomości bazy HEMS Filia w Płocku wchodzi: działka, hangar dla śmigłowca wraz z zapleczem socjalno-biurowym o pow. użytkowej 402,40 m kw., ciąg komunikacyjny wraz z lądowiskiem, stacja paliw na paliwo lotnicze.
Załoga HEMS Płock dyżuruje codziennie od wschodu do zachodu słońca, rocznie wykonuje ok. 350 lotów do wypadków i nagłych zachorowań oraz transportów międzyszpitalnych. W skład załogi wchodzi pilot, ratownik medyczny/pielęgniarz i lekarz. Dyżur pełniony jest w oparciu o śmigłowiec ratunkowy Eurocopter EC135.

## Historia lotniska
Lotnisko na Kostrogaju Rolniczym istniało od 1928 roku i w pewnym okresie było zapasowym obiektem Szkoły Podchorążych Lotnictwa w Dęblinie. W czasie II wojny światowej na lotnisku lądowały i startowały niemieckie bombowce i myśliwce. Niemcy wycofując się z miasta, zniszczyli budynek meteorologiczny i baraki. Po 1945 roku lotnisko spełniało tylko rolę lądowiska, a w latach 1952-1957 na lotnisku Aeroklub Warszawski prowadził szkolenie spadochroniarzy. 
W 1963 roku na lotnisku wybudowano podwójny hangar, który istnieje i jest użytkowany do dzisiaj. Na płockim lotnisku sportowym wyszkolono dotychczas ponad 500. szybowników, około 100. pilotów samolotowych oraz liczne rzesze modelarzy lotniczych.
W przeszłości z lotniska korzystała m.in. Fabryka Maszyn Żniwnych, współorganizator lotniczego pogotowia technicznego dla kombajnów biorących udział w pracach żniwnych, również Przedsiębiorstwo Eksploatacji Rurociągów Naftowych do patrolowania własnych tras przesyłowych na terenie całego kraju.
Źródło

## Kwestia rozbudowy
Idea budowy lotniska o znaczeniu krajowym została podjęta w czasie II wojny światowej. Wówczas to Niemcy zaczęli przedstawiać plany mające na celu przebudowę płockiego lotniska.
Można jednak odnieść wrażenie, że Komisja Europejska jest przeciwko przyznaniu dotacji unijnych mnożącym się projektom nowych lotnisk regionalnych w Polsce (podobnie w przypadku propozycji rozbudowy pobliskiego lotniska w Toruniu), radząc Polsce lepsze wykorzystanie istniejących lotnisk komunikacyjnych w pobliżu (Port lotniczy Bydgoszcz-Szwederowo, Lotnisko Chopina w Warszawie, Port lotniczy Łódź-Lublinek, Port lotniczy Warszawa-Modlin), na rzecz intensywnych ulepszeń komunikacyjnych na ziemi (kolejowych i drogowych) ku usprawnieniu dostępności regionalnej do tych lotnisk.

## Piknik lotniczy
Od 2007-2013 i ponownie od 2019 w czerwcu odbywają się w Płocku pikniki lotnicze. Na imprezach organizowane są pokazy akrobatyczne samolotów, spadochroniarskie oraz wystawy maszyn latających, samochodów i motocykli. W dniu imprezy odpłatnie chętni mogli przelecieć się nad miastem samolotami: Antonow An-2, PZL Wilga i Kukuruźnik (Po-2).

### Katastrofa samolotu Christen Eagle II
18 czerwca 2011 roku doszło do katastrofy lotniczej samolotu Christen Eagle II N54CE. Podczas wykonywania akrobacji maszyna spadła do wody, w wypadku zginął pilot Marek Szufa.

### Katastrofa samolotu Jak-52
15 czerwca 2019 roku doszło do kolejnej, śmiertelnej w skutkach, katastrofy lotniczej na tej imprezie. Samolot Jak-52 (znaki rejestracyjne SP-YDD) wpadł do wody w czasie wykonywania ewolucji nad Wisłą. Na miejscu zginął 58-letni niemiecki pilot Ralf (buri) Buresch w wyniku wielonarządowych obrażeń. Po wypadku pokazy przerwano.